# Berendejowie
Berendejowie – średniowieczne plemię tureckie, być może pochodzące od Kipczaków lub Oguzów. Berendejowie byli jednym z plemion wchodzących w skład Czarnych Kłobuków, półkoczowniczych ludów walczących u granic Rusi jako straże ruskich granic.
W roku 1177 armia Połowców splądrowała sześć miast należących do Berendejów i Torkilów.